# Don Roby
Don Roby (Wigan, 15 de noviembre de 1933-Nottingham, 10 de junio de 2013) fue un jugador de fútbol profesional inglés que jugaba en la demarcación de extremo.

## Biografía
Don Roby debutó como futbolista profesional en 1950 a los 17 años de edad con el Notts County FC. Tras 226 partidos  y 37 goles comprendidos en once temporadas, Don Roby fue traspasado al Derby County FC. Permaneció cuatro temporadas en el club en las que jugó durante 70 partidos en los que metió un total de seis goles. Tras cumplir su contrato, Don Roby fichó por el Burton Albion FC y un año después por el Loughborough United FC, club en el que se retiró en 1966 a los 33 años de edad.
Don Roby falleció el 10 de junio de 2013 en Nottingham a los 79 años de edad.

## Clubes
| Club                   | País       | Año       | Partidos | Goles |
| ---------------------- | ---------- | --------- | -------- | ----- |
| Notts County FC        | Inglaterra | 1950-1961 | 226      | 37    |
| Derby County FC        | Inglaterra | 1961-1965 | 70       | 6     |
| Burton Albion FC       | Inglaterra | 1965-1967 | 87       | ¿?    |
| Loughborough United FC | Inglaterra | 1967      | ¿?       | ¿?    |